# Dreieck (Band)
Dreieck war eine Pop-Gruppe aus Österreich.

## Geschichte
Melanie Hirner und Vanessa Derndorfer gingen gemeinsam zur Schule, Jennifer Kandut lernten die beiden über Facebook kennen und formten zu dritt die Gruppe.
Die Gruppe erlangte die Aufmerksamkeit des österreichischen Produzenten Alexander Kahr (u. a. Christina Stürmer, Mario Lang, Luttenberger*Klug) und dieser entschied sich, die Gruppe zu unterstützen und unterschrieben einen Plattenvertrag bei Universal Music Austria.
Die erste Single Gefährlich erschien am 16. Oktober 2009 und stieg in der ersten Wertungswoche auf Platz 20 der österreichischen Single-Charts ein. Im Verlauf der Wochen stieß sie bis auf Platz 11 vor.
Im Frühjahr 2010 erschien die zweite Single Wie es sein soll und das Debütalbum Dreieck. Beide erreichten mittlere Chartpositionen.
Im Frühjahr 2011 verließ Vanessa Derndorfer die Band, um sich auf ihren Schulabschluss zu konzentrieren.
Jennifer Kandut und Melanie Hirner entschieden sich unter dem Namen „Dreieck“ weiterzumachen und veröffentlichten am 31. August 2012 das zweite Album Shake Your Hips, welches ebenso wie das erste Album von Alexander Kahr produziert wurde. Es folgten Auftritte bei diversen Open Airs, unter anderem beim Donauinselfest 2010 und 2011.
Im Herbst 2012 löste sich die Band infolge interner Differenzen endgültig auf. Jennifer Kandut arbeitete anschließend an ihrem Solo-Projekt „JEN“.

## Auszeichnungen
Melanie Hirner gewann 2008 den österreichischen Gesangswettbewerb „The Voice“.

## Diskografie
Alben
- 2010: Dreieck (Hitproof / Universal Music)
- 2012: Shake Your Hips (EQ Music)

Singles
- 2009: Gefährlich (Hitproof / Universal Music)
- 2010: Wie es sein soll (Hitproof / Universal Music)
- 2011: Queen Bee / Star Star (Hitproof / Universal Music)
- 2012: So weit (Hitproof / Universal Music)